# Awaroa (fleuve)
Il y a deux rivières avec le même nom dans la région de Waikato. 
L’une se jette dans l’Kawhia Harbour 
L’autre est le fleuve Awaroa (  Awaroa River (Waikato River tributary) de la région de Waikato .

Le fleuve Awaroa(anglais : Awaroa River) est un court cours d'eau du District du Far North  dans la région du Northland dans l’Île du Nord de la Nouvelle-Zélande.

## Géographie
Elle est située à 25 km au sud de Kaitaia, et s’écoule vers le sud-ouest sur 12 km, atteignant la Mer de Tasman au nord de Hokianga Harbor.